# Maalbeek
Maalbeek ili Maelbeek je potok koji teče kroz nekoliko bruxelleskih općina uključujući Etterbeek, Ixelles (Elsene), St-Josse-ten-Noode (Sint-Joost-ten-Node) i Schaerbeek (Schaarbeeku). To je pritok Zenne u koju se ulijeva u Schaerbeeku, a izvire u blizini opatije La Cambre. Prije nego što je nadsvođen 1872., na njemu je bilo 58 ribnjaka. Danas ih je samo šest: ribnjak samostana La Cambre, u Ixellesu (dva) te u Leopold Parku, Trgu Marie-Louise i Josaphat Parku.
Ime Maalbeek, (znači mlin potok), dolazi iz nizozemskog jezika od riječi beek što znači potok i maal što znači mlin. Molenbeek ima sličan izvod iz francuskog gdje se koristi obično stari pravopis Maelbeek. 
Postoji još vodotoka istog imena, Maalbeek, pritok Zenne u Grimbergenu, te druga dva Molenbeeka u Beerselu i Laekenu (Lakenu). Maelbeek/Maalbeek je također postaja podzemne željeznice u Bruxellesu.
Rječica Woluwe ima pritok zvani "Mali Maalbeek" Kleine Maalbeek u Kraainemu (Crainhem).

## Vanjske poveznice
|  | Zajednički poslužitelj ima još gradiva o temi Maalbeek |